# Joe van Enkhuizen

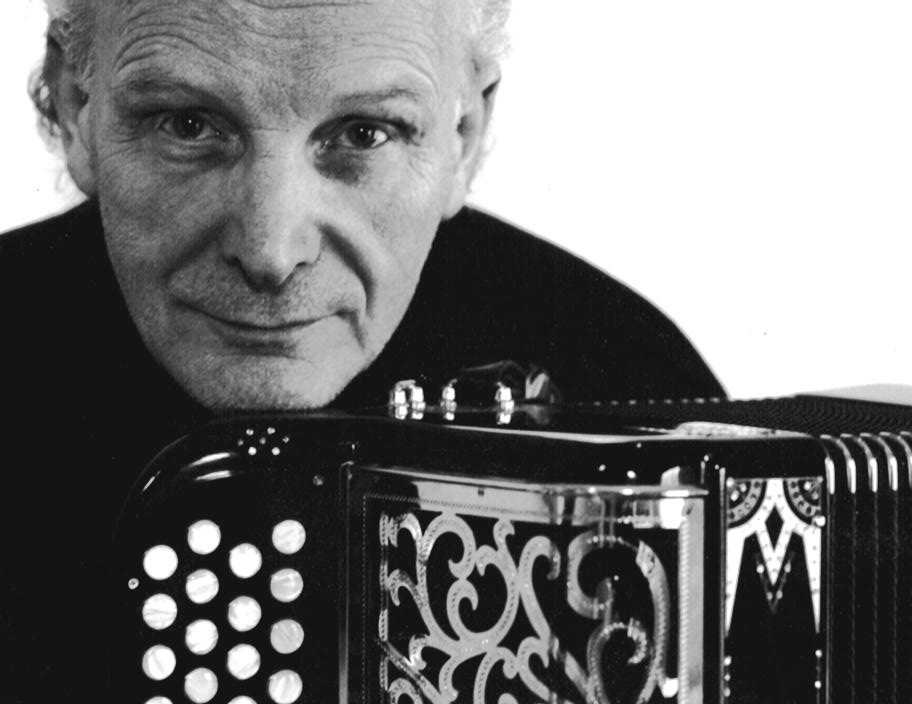
Joe van Enkhuizen

Joe van Enkhuizen  (* 24. Juni 1939 in Wormerveer als Joop van Enkhuizen) ist ein niederländischer Jazz-Musiker (Akkordeon, Saxophon) und Komponist.

## Leben und Wirken
Joe van Enkhuizen begann seine musikalische Ausbildung mit einem Knopfakkordeon, das er von seinem Großvater geschenkt bekommen hatte. 1956 fing er an, auch Saxophon zu spielen. Van Enkhuizen arbeitete ein den 1960er Jahren einige Zeit bei Chris Hinze in Frankreich. Zurück in den Niederlanden spielte er in Han Tromps Zaans Rhythm Quintet; 1965 entstand sein erstes Album auf dem Label Imperial. Mit seinem eigenen Quartett gewann er 1965 den Loosdrecht Jazz Concours.

Nachdem es zwei Jahrzehnte still um ihn geworden war, hatte er Mitte der 1980er Jahre ein Comeback mit Aufnahmen für das niederländische Jazzlabel Criss Cross Jazz; auf dem Album Back on the Scene spielte der Saxophonist 1985 mit Cees Slinger, John Clayton und Alvin Queen. Mit den Begleitmusikern Rufus Reid, Horace Parlan und Al Harewood spielte er 1986 das Album Joe Mets the Rhythm Section ein. Ihm folgen vier Alben mit Duke Ellingtons Mood Pieces, u. a. mit dem Pianisten Benny Green. 1989 entstand auf Timeless Records das Trioalbum Blues Ahead mit Han Bennink und Carlo Dewys. 1990 hatte er ein Trio mit Bennink und Rein de Graaff, mit dem er an Major Holleys Timeless-Album Major's Step mitwirkte.

Seit 2000 spielte van Enkhuizen statt Saxophon  wieder vermehrt Akkordeon und betätigte sich auch als Komponist. Daneben spielt er mit dem Joe van Enkhuizen Europeanjazz Trio, dem Bert van den Brink und Pierre Courbois angehören.

Die Autoren Cook und Morton erinnert van Enkhuizens Saxophonspiel an die Rhythm and Bluesbands des amerikanischen Südens.

## Diskographische Hinweise
- So Why (1965, Imperial)
- Jazzaan vol.1 (1979, CBS)
- Jazzaan vol.2, (1984, CBS)
- Back on the scene, (1984, Criss Cross)
- Joe meets the Rhythm section (1986, Timeless Records)
- Ellington Ballads (1988, Timeless)
- Blues Ahead (1989, Timeless)
- Major Step, (1990, Timeless)
- Ellington my way (1992, Timeless)
- The European way of Jazz vol.1, (2001. Munich Rec.)
- European Ballads, (2007)